# Саманта Бромберг
Саманта Бромберг (англ. Samantha Bromberg, 12 липня 1995) — американська стрибунка у воду.
Призерка Чемпіонату світу з водних видів спорту 2019 року.